# پینگوو، گوانگشی
شهر پینگوو (به لاتین: Pingguo) یک منطقهٔ مسکونی در چین است که در بایسه واقع شده‌است. شهر پینگوو ۲٬۴۸۵ کیلومتر مربع مساحت و ۵۰۷٬۸۰۰ نفر جمعیت دارد و ۱۰۹ متر بالاتر از سطح دریا واقع شده‌است.